# Alvania beani
Alvania beani är en snäckart som först beskrevs av Hanley in Thorpe 1844.  Alvania beani ingår i släktet Alvania, och familjen Rissoidae. Arten är reproducerande i Sverige.